# Barei
Barei (* 28. März 1982 in Madrid als Bárbara Reyzábal González-Aller) ist eine spanische Sängerin. Sie hat ihr Land beim Eurovision Song Contest 2016 mit dem Lied Say Yay! vertreten.

## Leben
2001 nahm sie am Festival Internacional de la Canción de Benidorm zusammen mit Gonzalo Nuche teil, wo die Sänger unter dem Namen Dos Puntos mit dem Titel Abrazo del tiempo auftraten. Sie belegten ursprünglich den zweiten Platz, wurden aber nachträglich aufgrund der Disqualifikation des Gewinners zu den Erstplatzierten erklärt. Kurz darauf zog Barei nach Miami, um dort ein paar bis heute unveröffentlichte Latin-Pop-Stücke aufzunehmen. Nach ihrer Rückkehr nach Madrid trat sie vor allem in den dortigen Konzertsälen auf.
2011 veröffentlichte sie ihr erstes Album Billete para no volver in spanischer Sprache, das von Rubén Villanueva produziert wurde. Danach konzentrierte sie sich auf rein englischsprachige und monatlich erscheinende Singles, beginnend mit Play im Oktober 2012. Auch Foolish Nana aus 2013 war erfolgreich, die Videos zu Another's Life (2013) und Wildest Horses (2014) erreichten 600.000 bzw. 1,5 Millionen Klicks auf Youtube.
Ihr zweites Album Throw the Dice erschien am 7. April 2015 und war geprägt vom britischen und amerikanischen Pop, Funk und Soul. Das Album, das auch einige früher veröffentlichte Singles enthielt, erreichte die Top 30 der iTunes-Charts. Im September erschien Time To Fight, eine Kooperation mit Fernando Montesinos, die vom Sender Atresmedia als Titelsong für die UEFA Champions League 2015/16 ausgewählt wurde. Sie war auch als Komponistin tätig und schrieb den Song La última superviviente, der auf dem sechsten Album von Edurne namens Adrenalina zu hören ist, und Encadenada a ti für Malú, das auf deren zehntem Studioalbum Caos und dessen zweiter Singleauskopplung zu hören ist.
Am 1. Februar 2016 gewann sie den spanischen Vorentscheid Objetivo Eurovisión für den ESC 2016 in Stockholm, wobei sie fünf Konkurrenten schlug und sowohl Televoting als auch die Wertung der Expertenjury gewann. Ihr Beitrag Say Yay!, geschrieben von ihr selbst, Rubén Villanueva, und Víctor Púa Vivó, wurde als erster des Landes nur auf Englisch gesungen und belegte im Finale Platz 22.

## Diskografie

### Alben
- 2011: Billete para no volver
- 2015: Throw the Dice

### Singles
- 2012: Play
- 2013: Another’s Life
- 2013: Foolish Nana
- 2014: Wildest Horses
- 2014: You Fill Me Up
- 2015: Time to Fight
- 2015: Get Up and Go
- 2016: Say Yay!